# Darius Maskoliūnas
Darius Maskoliūnas (né le 6 janvier 1971 à Jonava) est un joueur puis entraîneur lituanien de basket-ball.

## Biographie
Darius Maskoliūnas est membre de la sélection lituanienne de 1997 à 2003 et avec qui il a remporté la médaille de bronze lors des Jeux olympiques 2000. Il est devenu entraîneur à l'issue de sa carrière. Il quitte son poste d'entraîneur du Žalgiris Kaunas en mai 2010.
En 2019, Maskoliūnas est nommé entraîneur de l'équipe nationale de Lituanie.
En juillet 2020, Šarūnas Jasikevičius, entraîneur du Žalgiris rejoint le FC Barcelone en tant qu'entraîneur. Maskoliūnas, qui était adjoint de Jašikevičius au Žalgiris, suit Jašikevičius et devient son adjoint au Barça.
En juillet 2021, après l'élimination de la Lituanie lors du tournoi qualificatif pour les Jeux olympiques de 2020, Maskoliūnas démissionne de son poste d'entraîneur.

## Palmarès
- Vainqueur de l'Euroligue 1999 avec le Žalgiris Kaunas
- Champion de Lituanie 1994, 1995, 1996, 1997, 1998, 1999 avec le Žalgiris Kaunas
- Médaillé de bronze aux Jeux olympiques de Sydney